# Сплав медузе (филм)
Сплав Медузе је југословенски, српски и словеначки филм из 1980. године. Режирао га је Карпо Година, а сценарио је написао Бранко Вучићевић. Филм је по жанру драма, а премијерно приказан 10. јула 1980. године.

## Кратак садржај
Радња филма прати две просветне раднице двадесетих година прошлог века које су усамљене и изгубљене у малом граду у Србији. Док обављају своје учитељске дужности, оне сањаре о великим градовима и пустоловинама. Једног дана у њихов живот улазе млади уметници и писци из Београда, који су следбеници надреализма и путују по селима Краљевине Југославије како би нашли инспирацију за њихов уметнички покрет зенитизам. Однекуд у село стиже и најјачи човек Балкана. Епидемија шарлаха учитељице привремено ослобађа школских обавеза, па слободно време користе у авантуристичким турнејама кроз велике градове. Њихов провод траје све док се због неких разлога не разиђу и самостално наставе своје животне путеве.

## Улоге
| Глумац                          | Улога              |
| ------------------------------- | ------------------ |
| Олга Кацијан                    | Кристина Полић     |
| Владислава Владица Милосављевић | Љиљана             |
| Борис Комненић                  | Мишић              |
| Ерол Кадић                      | Боривоје Лазаревић |
| Франо Ласић                     | Алекса Ристић      |
| Милош Бателино                  | Див Жнидаршич      |
| Радмила Живковић                | Надежда            |
| Предраг Панић                   | Љиљанин брат       |
| Гизела Сибауер                  | Хана Клуг          |
| Петар Краљ                      | перверзни џентлмен |
| Миодраг Радовановић             | власник фабрике    |
| Митја Шипек                     | менаџер            |

Остале улоге ▼
| Глумац              | Улога             |
| ------------------- | ----------------- |
| Петер Боштјанчич    | агент             |
| Корнел Гибан        | Виорел            |
| Милена Година       | глас старе госпе  |
| Владислав Каћански  | господин озбиљни  |
| Божана Николајевић  | власница хотела   |
| Ливус Пасцу         | хармоникаш        |
| Дарко Петрић        | агент             |
| Момчило Петровић    | Робар             |
| Светозар Полић      | учитељ            |
| Миодраг Радовановић | индустријалац     |
| Мирјана Сафаревић   | собарица          |
| Гроздана Стефановић | Флорица           |
| Бор Штиглић         | агент             |
| Ласло Такач         | Пајина бивша жена |
| Боштјан Врховец     | бициклиста        |

## Културно добро
Југословенска кинотека је, у складу са својим овлашћењима на основу Закона о културним добрима, 28. децембра 2016. године прогласила сто српских играних филмова (1911-1999) за културно добро од великог значаја. На тој листи се налази и филм Сплав Медузе